# 矩環蝶屬
矩環蝶屬（學名：Enispe）是閃蝶亞科環蝶族中的一個屬。分佈於東洋界。

## 物種
- 錫金矩環蝶 （Enispe cycnus） Westwood, 1851
- 西藏矩環蝶 （Enispe euthymius） (Doubleday, 1845)
- 繁紋矩環蝶 （Enispe intermedia） Rothschild, 1916
- 月紋矩環蝶 （Enispe lunatus） Leech, 1891
- 斑紋矩環蝶 （Enispe milvus） Staudinger, 1897